# Eburnamina
Eburnamina es u n alcaloide anticolinérgico.